# Xã Gilkerson, Quận Craighead, Arkansas
Xã Gilkerson (tiếng Anh: Gilkerson Township) là một xã thuộc quận Craighead, tiểu bang Arkansas, Hoa Kỳ. Năm 2010, dân số của xã này là 5.559 người.